# Триеннале Милана
Триеннале Милана (итал. Triennale di Milano) — музей дизайна и искусства в Парке Семпионе в Милане, Италия. Расположен в Палаццо дель Арте, спроектирован Джованни Муцио и построен в 1933 году. Строительство музея финансировалось Антонио Бернокки и его братьями Андреа и Микеле. Миланская триеннале, международная выставка искусства и дизайна, проводилась в музее тринадцать раз в период с 1936 по 1996 год, и после двадцатилетнего перерыва снова, в 2016 году.
С 2003 года музей присуждает трехлетнюю Золотую медаль за итальянскую архитектуру (Medaglia d’oro all’architettura italiana). Постоянный музей итальянского дизайна, Музей дизайна Триеннале, был открыт в 2007 году, в нём представлены дизайн, архитектура, а также визуальное, сценическое и исполнительское искусство. Также в здании находится Театро дель Арте, который также был спроектирован Муцио.
В 2019 году XXII Триеннале была проведена под названием «Broken Nature», сосредоточив внимание на дизайнерских подходах, которые исследуют отношения между людьми и природой.